# Tom Rothe
Tom Rothe, né le 29 octobre 2004 à Rendsburg, est un footballeur allemand qui évolue au poste d'arrière gauche à l'FC Union Berlin.

## Biographie

### Carrière en club
Passé entre autres par le centre de formation du FC St Pauli, Tom Rothe rejoint le Borussia Dortmund à l'été 2021. Il fait ses débuts professionnel avec ces derniers le 16 avril 2022, titulaire et buteur lors d'une victoire 6-1 contre Wolfsburg en Bundesliga.
Il fait ses débuts en Ligue des champions le 6 septembre 2022, remplaçant Raphaël Guerreiro lors du premier match de poule de Dortmund, une victoire 3-0 à domicile contre le FC Copenhague.

### Carrière en sélection
International allemand en équipe de jeunes, Rothe joue notamment avec les moins de 19 ans à partir du 23 mars 2022 et un match nul 2-2 chez l'Italie de Scalvini et Miretti, dans le cadres des éliminatoires du championnat européen.

## Palmarès
| Borussia Dortmund - Bundesliga -19 (de) - Champion en 2021-22 (de) |